# Кошаркашка репрезентација Србије до 18 и 19 година
Кошаркашке репрезентације Србије до 18 и 19 година су национални кошаркашки тимови Србије за играче до 18, односно 19 година.

## Репрезентација Србије до 18 година наЕвропским првенствима

### Учинак
| Година                        | Земља домаћин       | Позиција         | Ут.              | Поб.             | Пор.             |
| ----------------------------- | ------------------- | ---------------- | ---------------- | ---------------- | ---------------- |
| Савезна Република Југославија |                     |                  |                  |                  |                  |
| 1992.                         | Мађарска            | Није учествовала | Није учествовала | Није учествовала | Није учествовала |
| 1994.                         | Израел              | Није учествовала | Није учествовала | Није учествовала | Није учествовала |
| 1996.                         | Француска           |                  | 7                | 4                | 3                |
| 1998.                         | Бугарска            | Није учествовала | Није учествовала | Није учествовала | Није учествовала |
| 2000.                         | Хрватска            | 5.               | 8                | 6                | 2                |
| 2002.                         | Немачка             | Није учествовала | Није учествовала | Није учествовала | Није учествовала |
| Србија и Црна Гора            |                     |                  |                  |                  |                  |
| 2004.                         | Шпанија             | 5.               | 8                | 5                | 3                |
| 2005.                         | Србија              |                  | 8                | 8                | 0                |
| 2006.                         | Грчка               | 5.               | 8                | 6                | 2                |
| Србија                        |                     |                  |                  |                  |                  |
| 2007.                         | Шпанија             |                  | 8                | 7                | 1                |
| 2008.                         | Грчка               | 6.               | 8                | 4                | 4                |
| 2009.                         | Француска           |                  | 9                | 7                | 2                |
| 2010.                         | Литванија           | 4.               | 9                | 5                | 4                |
| 2011.                         | Пољска              |                  | 9                | 6                | 3                |
| 2012.                         | Литванија, Летонија |                  | 9                | 6                | 3                |
| 2013.                         | Летонија            | 6.               | 9                | 5                | 4                |
| 2014.                         | Турска              |                  | 9                | 7                | 2                |
| 2015.                         | Грчка               | 5.               | 9                | 6                | 3                |
| 2016.                         | Турска              | 10.              | 6                | 3                | 3                |
| 2017.                         | Словачка            |                  | 7                | 6                | 1                |
| 2018.                         | Летонија            |                  | 7                | 6                | 1                |
| 2019.                         | Грчка               | 10.              | 7                | 4                | 3                |
| 2020. и 2021.                 | Турска              | Није одржано     | Није одржано     | Није одржано     | Није одржано     |
| 2022.                         | Турска              |                  | 7                | 6                | 1                |
| 2023.                         | Србија              |                  | 7                | 7                | 0                |
| 2024.                         | Финска              |                  | 7                | 6                | 1                |
| 2025.                         | Србија              | 5.               | 7                | 5                | 2                |
| Укупно                        | Укупно              | 6 x 3 x 3 x      | 173              | 125              | 48               |

### Састави који су освајали медаље
- 1996.

играчи: Ратко Варда, Владимир Видачић, Никола Дачевић, Јован Здравковић, Синиша Ковачевић, Димитрије Матић, Стефан Нађфеји, Игор Ракочевић, Бобан Савовић, Марко Угрчић, Небојша Шаренац, Роберт Шаровић
- 2005.

играчи: Владимир Дашић, Никола Драговић, Марко Ђурковић, Ненад Живчевић, Бранко Јереминов, Драган Лабовић, Ненад Мијатовић, Иван Паунић, Мирослав Радуљица, Милош Теодосић, Миленко Тепић, Владимир Штимац
селектор: Стеван Караџић
- 2007.

играчи: Стефан Живановић, Душан Катнић, Бранко Лазић, Никола Маравић, Никола Марковић, Милан Мачван, Иван Смиљанић, Стефан Стојачић, Стеван Тапушковић, Душан Цветковић, Дејан Чворо, Филип Човић
селектор: Дејан Мијатовић
- 2009.

играчи: Данило Анђушић, Немања Бешовић, Милић Благојевић, Никола Вукасовић, Бранислав Ђекић, Немања Јарамаз, Дејан Мусли, Александар Поњавић, Лазар Радосављевић, Никола Рондовић, Петар Торлак, Милош Трипковић
селектор: Владе Јовановић
- 2011.

играчи: Саша Аврамовић, Немања Безбрадица, Немања Дангубић, Никола Јанковић, Немања Крстић, Ђорђе Милошевић, Ненад Миљеновић, Лука Митровић, Василије Мицић, Немања Мишковић, Стефан Поповски Турањанин, Никола Радичевић
селектор: Марко Ичелић
- 2012.

играчи: Михајло Андрић, Лука Анђушић, Брано Ђукановић, Милош Јанковић, Никола Јанковић, Душан Кутлешић, Стефан Пот, Никола Радичевић, Никола Ребић, Душан Ристић, Никола Чворовић, Ђоко Шалић
селектор: Дејан Мијатовић
- 2014.

играчи: Василије Вучетић, Илија Ђоковић, Радован Ђоковић, Вук Караџић, Стефан Лазаревић, Вања Маринковић, Данило Остојић, Никола Павловић, Стефан Пено, Марко Радовановић, Стефан Симић, Урош Чарапић
селектор: Александар Бућан
- 2017.

играчи: Вук Вуликић, Балша Копривица, Андрија Марјановић, Алекса Матић, Никола Мишковић, Стефан Момиров, Данило Петровић, Филип Петрушев, Марко Пецарски, Тадија Тадић, Алекса Ускоковић, Марко Шаренац
селектор: Владе Јовановић
- 2018.

играчи: Тома Васиљевић, Далибор Илић, Алтин Исламовић, Павле Кузмановић, Аријан Лакић, Богдан Недељковић, Зоран Пауновић, Филип Петрушев, Марко Пецарски, Богдан Рутешић, Урош Трифуновић, Лука Церовина
селектор: Александар Бућан
- 2022.

играчи: Лука Андрић, Никола Ђапа, Лазар Ђоковић, Алекса Миленковић, Илија Милијашевић, Алекса Милошевић, Матија Милошевић, Филип Радаковић, Јован Ристић, Ђорђе Ћурчић, Алекса Човичковић, Марко Шаренац
селектор: Владимир Ђокић
- 2023.

играчи: Митар Бошњаковић, Филип Јовић, Андреј Костић, Богољуб Марковић, Матија Милошевић, Павле Мишић, Андреј Мушицки, Павле Николић, Алекса Ристић, Огњен Ромић, Никола Топић, Ђорђе Ћурчић
селектор: Ненад Стефановић
- 2024.

играчи: Митар Бошњаковић, Александар Војиновић, Алекса Димитријевић, Саво Дрезгић, Лука Јовановић, Андреј Костић, Лука Марковић, Стефан Плиснић, Огњен Срзентић, Алекса Станојевић, Марко Тофоски, Милош Шојић
селектор: Вуле Авдаловић

### Појединачне награде
| Година | Најкориснији играч | Члан(ови) идеалног тима           |
| ------ | ------------------ | --------------------------------- |
| 2005.  | Драган Лабовић     | —                                 |
| 2009.  | —                  | Дејан Мусли                       |
| 2010.  | —                  | Никола Силађи                     |
| 2011.  | —                  | Ненад Миљеновић, Василије Мицић   |
| 2012.  | —                  | Никола Јанковић, Никола Радичевић |
| 2014.  | —                  | Стефан Лазаревић                  |
| 2017.  | Никола Мишковић    | Никола Мишковић                   |
| 2018.  | Марко Пецарски     | Марко Пецарски, Филип Петрушев    |
| 2022.  | —                  | Илија Милијашевић                 |
| 2023.  | Никола Топић       | Богољуб Марковић, Никола Топић    |
| 2024.  | —                  | Саво Дрезгић                      |
| 2025.  | —                  | Павле Бачко                       |

## Репрезентација Србије до 19 година наСветским првенствима

### Учинак
| Година                        | Земља домаћин | Позиција              | Ут.                   | Поб.                  | Пор.                  |
| ----------------------------- | ------------- | --------------------- | --------------------- | --------------------- | --------------------- |
| Савезна Република Југославија |               |                       |                       |                       |                       |
| 1995.                         | Грчка         | Није учествовала      | Није учествовала      | Није учествовала      | Није учествовала      |
| 1999.                         | Португалија   | Није учествовала      | Није учествовала      | Није учествовала      | Није учествовала      |
| 2003.                         | Грчка         | Није се квалификовала | Није се квалификовала | Није се квалификовала | Није се квалификовала |
| Србија                        |               |                       |                       |                       |                       |
| 2007.                         | Србија        |                       | 9                     | 8                     | 1                     |
| 2009.                         | Аустралија    | Није се квалификовала | Није се квалификовала | Није се квалификовала | Није се квалификовала |
| 2011.                         | Летонија      |                       | 9                     | 6                     | 3                     |
| 2013.                         | Чешка         |                       | 9                     | 7                     | 2                     |
| 2015.                         | Грчка         | 9.                    | 7                     | 5                     | 2                     |
| 2017.                         | Египат        | Није се квалификовала | Није се квалификовала | Није се квалификовала | Није се квалификовала |
| 2019.                         | Грчка         | 7.                    | 7                     | 5                     | 2                     |
| 2021.                         | Летонија      | 4.                    | 7                     | 5                     | 2                     |
| 2023.                         | Мађарска      | 6.                    | 7                     | 5                     | 2                     |
| 2025.                         | Швајцарска    | 9.                    | 7                     | 4                     | 3                     |
| Укупно                        | Укупно        | 1 x 2 x               | 62                    | 45                    | 17                    |

### Састави који су освајали медаље
- 2007.

играчи: Петар Деспотовић, Младен Јеремић, Душан Катнић, Марко Кешељ, Бобан Марјановић, Стефан Марковић, Милан Мачван, Александар Радуловић, Мирослав Радуљица, Стефан Стојачић, Марко Чакаревић, Славен Чупковић
селектор: Мирослав Николић
- 2011.

играчи: Немања Бешовић, Богдан Богдановић, Богић Вујошевић, Марко Грујаничић, Немања Дангубић, Ђорђе Дреновац, Лука Игрутиновић, Немања Крстић, Петар Ламбић, Лука Митровић, Никола Силађи, Александар Цветковић
селектор: Дејан Мијатовић
- 2013.

играчи: Михајло Андрић, Лука Анђушић, Огњен Добрић, Милош Јанковић, Никола Јанковић, Никола Јокић, Душан Кутлешић, Никола Милутинов, Василије Мицић, Јован Новак, Стефан Пот, Ђоко Шалић
селектор: Дејан Мијатовић

### Појединачне награде
| Година | Најкориснији играч | Члан(ови) идеалног тима |
| ------ | ------------------ | ----------------------- |
| 2007.  | Милан Мачван       | —                       |
| 2011.  | —                  | Александар Цветковић    |
| 2013.  | —                  | Василије Мицић          |